# Федотко, Богдан Андреевич
Богдан Андреевич Федотко (родился 22 сентября 1994 в Красноярске) — российский регбист, замок (лок) клуба «Стрела-Ак Барс» и сборной России.

## Биография

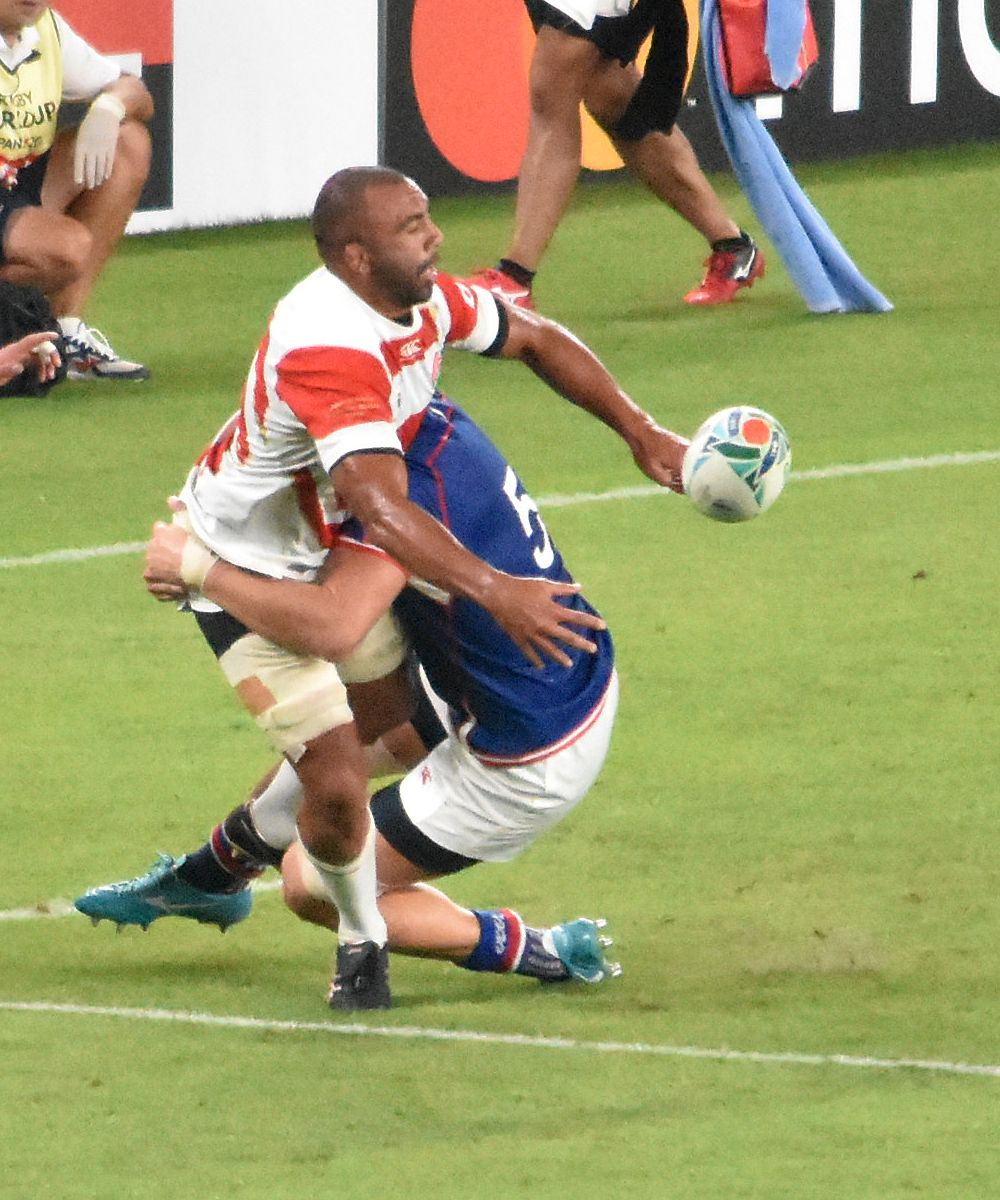
Федотко в борьбе против Майкла Литча на КМ-2019

Уроженец Красноярска и воспитанник «Красного Яра». В 16-летнем возрасте попал на полугодичную стажировку в новозеландский «Крусейдерс». По возвращении был привлечен в основной состав команды. Дебютировал в матче против «Филей» в 2012 году, где отметился и дебютной попыткой. В 2013 году Федотко в силу молодости не попал в состав на свою позицию во второй линии. В качестве эксперимента его отправили на край веера для получения игровой практики. Богдан выглядел нормально, но все-таки это не его место. Вторую часть сезона провел в команде по регби-7. Сезон 2016 года провел в аренде в новокузнецком «Металлурге». В начале 2017 года вернулся в «Красный Яр» и поучаствовал в матчах квалификации Европейского кубка вызова против «Тимишоары». В дальнейшем стал твердым игроком основного состава. 
Выступал за молодежные сборные разных возрастов (в том числе и в регби-7, завоевал со сборной по регби-7 серебряные медали первенства Европы-2013 года). В 2016 году сначала получил вызов на сборы национальной сборной, а в дальнейшем попал в окончательную заявку на Кубок Наций-2016 в Гонконге. Дебютную игру провел там же в матче против Зимбабве.

## Достижения
- Чемпионат России:
  -  Чемпион России: 2013, 2015
  -  Серебряный призёр чемпионата России: 2016, 2017, 2018, 2019
- Кубок России:
  -  Обладатель Кубка России: 2015, 2018, 2019

## Статистика
Актуально на 03.02.2021. Еврокубки считаются по календарному году.
| № | Место проведения          | Дата            | Соперник | Счёт    | Позиция | Соревнование                     |
| - | ------------------------- | --------------- | -------- | ------- | ------- | -------------------------------- |
| 1 | Тбилиси                   | 12 марта 2017   | Грузия   | 28 - 14 | 5       | Кубок европейских наций по регби |
| 2 | Уругвай                   | 18 июня 2017    | Намибия  | 10 - 31 | 5       | Кубок Наций в Уругвае            |
| 3 | Гонконг                   | 18 ноября 2017  | Чили     | 11 - 42 | 5       | Кубок Наций в Гонконге           |
| 4 | Краснодар                 | 17 февраля 2018 | Бельгия  | 48 - 7  | 5       | Кубок европейских наций по регби |
| 5 | Сан-Бенедетто дель Тронто | 17 августа 2019 | Италия   | 85 - 15 | 5       | Тест матч                        |
| 6 | Тбилиси                   | 7 февраля 2021  | Грузия   | 16 - 7  | 5       | Кубок европейских наций по регби |